# Rhionaeschna condor
Rhionaeschna condor – gatunek ważki z rodziny żagnicowatych (Aeshnidae). Występuje na terenie Ameryki Południowej. Występuje endemicznie w Wenezueli.